# Мазрае-є Пезешкі
Мазрае-є Пезешкі (перс. مزرعه پزشكي) — село в Ірані, у дегестані Машгад-е Мікан, у Центральному бахші, шахрестані Ерак остану Марказі. За даними перепису 2006 року, його населення становило 0 осіб, що проживали у складі 0 сімей.